# David Lambert
David Lambert (Baton Rouge, Luisiana; 29 de noviembre de 1993) es un actor estadounidense. Es conocido principalmente por interpretar el papel de Jason Landers en la serie de Disney XD, Aaron Stone y el papel de Brandon Foster en la serie de ABC Family, The Fosters.

## Primeros años
Su madre es puertorriqueña y su padre es mexicano fue educado en casa. Ha vivido en Inglaterra, Texas y Taiwán, pero ha estado viviendo en Georgia durante muchos años. Toca el piano y la trompeta, y está aprendiendo guitarra eléctrica. También tiene una voz muy fuerte cantando tenor. Lleva mucho tiempo haciendo teatro, una actividad que inició con tan solo 3 años de edad en El mago de Oz. Las actuaciones del teatro incluyen a Sr. Tumnus en Las Crónicas de Narnia, al Sr. Alcalde en Seussical, a Carisford en La pequeña princesa, y a Phao en El libro de la selva. También interpretó a J.J. en un episodio de Psych. También protagonizó la serie de televisión Tyler Perry House of Payne donde interpretó a Jaylen.

## Carrera
Fue descubierto en un casting abierto convocado por la agente Joy Pervis en Atlanta. Después de realizar su monólogo, se le pidió que hiciera otra cosa. Al principio se lo pensó un poco, y después recitó el Juramento de Lealtad y dio resultado. Estaba en Georgia cuando recibió la llamada para empacar para Canadá, donde Aaron Stone fue filmado. Más recientemente, Lambert actuó como Jason Landers, el hermano de Charlie Landers / Aaron Stone en Aaron Stone y Goose, y en la película original de Disney Channel Den Brother, coprotagonizada por Hutch Dano. Asimismo protagonizó la película Hallmark Hall of Fame Una Sonrisa Tan Grande como La Luna, que se emitió el 29 de enero de 2012. Actualmente tiene un papel protagonista en la serie original de ABC Family, The Fosters. Interpreta a Brandon Foster, un talentoso pianista de 18 años que es hijo biológico del policía Stef Adams Foster. También tiene un papel importante en la nueva película The Lifeguard, que se estrenó el 30 de julio de 2013 en el Festival de Cine de Sundance y en la que interpreta a la pareja amorosa de Kristen Bell.

## Filmografía
| Año  | Título                     | Personaje             | Notas    |
| ---- | -------------------------- | --------------------- | -------- |
| 2008 | Pretty/Handsome            | Bob Fitzpayne (Young) | Telefilm |
| 2010 | Den Brother                | Danny "Goose" Gustavo | Telefilm |
| 2012 | A Smile as Big as the Moon | Steve                 | Telefilm |
| 2013 | The Lifeguard              | Jason                 |          |

| Año       | Título         | Papel          | Notas                                                          |
| --------- | -------------- | -------------- | -------------------------------------------------------------- |
| 2007      | House of Payne | Jalen          | "Paternity and Fraternity: Part 1" (2ª temporada, episodio 15) |
| 2008      | Psych          | JJ             | "The Old and the Restless" (2ª temporada, episodio 12)         |
| 2010      | Sons of Tucson | Quan           | "Glenn's Birthday" (1ª temporada, episodio 11)                 |
| 2009–2010 | Aaron Stone    | Jason Landers  | Protagonista                                                   |
| 2012      | Longmire       | Jason Lennox   | "Unfinished Business" (1ª temporada, episodio 10)              |
| 2013–2018 | The Fosters    | Brandon Foster | Protagonista, serie de TV Freeform                             |
| 2019      | Good Trouble   | Brandon Foster | Invitado, serie de TV Freeform                                 |

## Premios
| Año  | Premio             | Categoría                   | Trabajo     | Resultado |
| ---- | ------------------ | --------------------------- | ----------- | --------- |
| 2014 | Teen Choice Awards | Choice summer TV Star: Male | The Fosters | Nominado  |